# Microclocks
Microclocks est un groupe musical allemand, originaire de la région de la Ruhr. Depuis 2011, le groupe était sous contrat avec le label Artist Station Records de Frank Bornemann, le fondateur du groupe d'art rock Eloy. En 2016, il signe un contrat avec le label Echozone. Le groupe se définit lui-même comme étant à mi-chemin entre le rock et la pop. Les textes en anglais traitent souvent de problèmes sociopolitiques, des ingérences étrangères, des injustices sociales, de la dégradation des valeurs de la société, et de l'appel à la révolte contre cet état de fait.

## Histoire
Après la création de Microclocks, le groupe est admis dans le programme de promotion Bandwatch du Land de Rhénanie-du-Nord-Westphalie. Il s'ensuit des représentations lors de grands événements tels que la Kieler Woche, l'Eurocityfest Münster ou Essen.Original. En 2010, Microclocks reçoit des prix dans le cadre du Deutscher Rock- und Pop-Preis pour son premier album Stars from Diffuse Matter, distribué à l'époque en autoproduction, ainsi que pour la vidéo homonyme dans les catégories « Meilleur album » (en anglais) et « Meilleure vidéo ».
Au début de l'année 2011, l'enregistrement de l'album Opinions Are on Sale commence et il sort le 18 novembre 2011. Le producteur de l'album est Massimo Nocito. Avec le premier single Is Anybody Out There ?, qui aborde des questions sur l'être au-delà de sa propre perception, le groupe atteint la 8e place du Deutsche Alternative Charts (DAC) ainsi que la 16e place du Native 25 Charts au cours de la 42e semaine de l'année 2011 et se maintient dans le top 20 des DAC pendant plusieurs semaines. L'année suivante, le groupe effectue sa première tournée, présentée par Sennheiser et le magazine musical Intro, suivie en décembre 2012 de festivals et de show cases avec, entre autres, Saltatio Mortis, Mesh, De/Vision et In Strict Confidence.
Dans le cadre d'une présence accrue sur scène, le groupe attire l'attention non seulement de la presse spécialisée mais aussi de la presse quotidienne. Dans le cadre d'un reportage au début de l'année 2013, le Bild compare Microclocks à Depeche Mode, qui est considéré depuis comme l'un des modèles du groupe. Des représentations ont suivi, entre autres à Bochum Total ainsi qu'au festival Nocturnal Culture Night avec des artistes tels que Phillip Boa and the Voodooclub et Diary of Dreams.
En 2014, le groupe participe au festival M'era Luna à Hildesheim aux côtés de groupes tels que Marilyn Manson, Within Temptation et Paradise Lost. De plus, le travail sur le nouvel album commence avec le producteur Olaf Wollschläger, qui a produit And One ou Mesh. La production de l'album est financée par un projet de financement participatif initié par le groupe, qui s'est terminé avec succès en 2015.

## Engagement social et sociétal
Depuis août 2012, Microclocks est l'ambassadeur officiel de l'association sociale AH-TA e.V. Le groupe s'était déjà engagé socialement dans le cadre de manifestations de bienfaisance, par exemple en faveur de l'association Frauen-Notruf lors d'un concert à Cologne. 

## Discographie

### Albums studio
- 2010 : Stars from Diffuse Matter
- 2011 : Opinions Are on Sale (Artist Station Records/Soulfood)
- 2016 : Soon Before Sundown (Echozone/Soulfood)

### EP
- 2006 : Circular Waves
- 2007 : Semantics

### Singles
- 2011 : Is Anybody Out There? (Artist Station Records)
- 2016 : The Edge (Echozone)
- 2017 : Raptor (Echozone)
- 2017 : Life is Grim (Echozone)

### Samplers
- Hyperion (Zillo Sampler, 11/2011)
- Life is Grim (Sonic Seducer Sampler, 9/2014)
- The Spirit that Denies (Gothic Music Orgy Vol. 4, 9/2017)